# 1804 Chebotarev
1804 Chebotarev (1967 GG) là một tiểu hành tinh vành đai chính được phát hiện ngày 6 tháng 4 năm 1967 bởi Smirnova, T. ở Nauchnyj.